# Parlamentswahl in Island 2003
- V: 5
- S: 20
- B: 12
- F: 4
- D: 22

Die Parlamentswahl in Island 2003 fand am 10. Mai 2003 statt. Bei der Wahl wurden die 63 Abgeordneten des Althing neu bestimmt.
Die Wahl brachte einen knappen Sieg der Unabhängigkeitspartei unter Premierminister Davíð Oddsson. Sie konnte 33,7 % der Stimmen auf sich vereinen.
Damit konnte trotz Stimmverlusten die gemeinsame Regierung von Unabhängigkeitspartei und Fortschrittspartei fortgesetzt werden.

## Wahlsystem
Im Vergleich zur vorangegangenen Wahl 1999 war die Zahl der Wahlkreise auf 6 reduziert worden. In diesen Mehrpersonenwahlkreisen wurden jeweils 9, also insgesamt 54 Abgeordnete gewählt. Hinzu kamen 9 Ausgleichsmandate, die entsprechend dem Wahlerstimmenanteil auf die Parteien verteilt wurden, um eine annähernd proportionale Vertretung zu gewährleisten.

## Wahlergebnis

Ergebnisse und Sitzverteilung in den Wahlkreisen

Von den 211.304 Wahlberechtigten stimmten 185.392 ab, das entsprach einer Wahlbeteiligung von rund 87,7 %.
2220 oder rund 1,2 % der Stimmen waren ungültig.

### Gesamtergebnis
Im Einzelnen ergaben sich die folgenden Ergebnisse:
| Partei            | Partei                      | Stimmen | Stimmen | Stimmen | Sitze  | Sitze |
| Partei            | Partei                      | Anzahl  | %       | +/−     | Anzahl | +/−   |
| ----------------- | --------------------------- | ------- | ------- | ------- | ------ | ----- |
|                   | Unabhängigkeitspartei (D)   | 61.701  | 33,7    | −7,0    | 22     | −4    |
|                   | Allianz (S)                 | 56.700  | 31,0    | +4,2    | 20     | +3    |
|                   | Fortschrittspartei (B)      | 32.484  | 17,7    | −0,7    | 12     | —     |
|                   | Links-Grüne Bewegung (V)    | 16.129  | 8,8     | −0,3    | 5      | −1    |
|                   | Liberale Partei Islands (F) | 13.523  | 7,4     | +3,2    | 4      | +2    |
|                   | Sonstige                    | 2.635   | 1,4     | +0,6    | —      | —     |
| Gesamt            | Gesamt                      | 183.172 | 100,0   |         | 63     |       |
| Gültige Stimmen   | Gültige Stimmen             | 183.172 | 98,8    |         |        |       |
| Ungültige Stimmen | Ungültige Stimmen           | 2.220   | 1,2     |         |        |       |
| Wahlbeteiligung   | Wahlbeteiligung             | 185.392 | 87,7    |         |        |       |
| Wahlberechtigte   | Wahlberechtigte             | 211.304 | 100,0   |         |        |       |
| Quelle:           |                             |         |         |         |        |       |

### Ergebnis nach Wahlkreisen
| Partei | Partei | Nordwest | Nordwest | Nordost | Nordost | Süd   | Süd   | Südwest | Südwest | Reykjavík Süd | Reykjavík Süd | Reykjavík Nord | Reykjavík Nord |
| Partei | Partei | %        | Sitze    | %       | Sitze   | %     | Sitze | %       | Sitze   | %             | Sitze         | %              | Sitze          |
| ------ | ------ | -------- | -------- | ------- | ------- | ----- | ----- | ------- | ------- | ------------- | ------------- | -------------- | -------------- |
|        | D      | 29,60    | 3        | 23,50   | 2       | 29,20 | 3     | 38,40   | 5       | 38,00         | 5             | 35,50          | 4              |
|        | S      | 23,20    | 2        | 23,40   | 2       | 29,70 | 4     | 32,80   | 4       | 33,30         | 4             | 36,30          | 4              |
|        | B      | 21,70    | 2        | 32,80   | 4       | 23,70 | 2     | 14,90   | 1       | 11,30         | 1             | 11,60          | 2              |
|        | V      | 10,60    | 1        | 14,10   | 2       | 4,70  | –     | 6,20    | –       | 9,30          | 1             | 9,80           | 1              |
|        | F      | 14,20    | 2        | 5,60    | –       | 8,70  | 1     | 6,70    | 1       | 6,60          | –             | 5,50           | –              |
| Gesamt | Gesamt |          | 10       |         | 10      |       | 10    |         | 11      |               | 11            |                | 11             |

## Umfragen vor der Wahl
| Umfrageperiode | D    | B    | F   | S    | V   |
| -------------- | ---- | ---- | --- | ---- | --- |
| Umfrageperiode |      |      |     |      |     |
| Mai 2003       | 33   | 16   | 7   | 34   | 9   |
| April 2003     | 34   | 13   | 10  | 33   | 10  |
| März 2003      | 35   | 14   | 5   | 35   | 10  |
| Februar 2003   | 36   | 12   | 2   | 36   | 10  |
| Januar 2003    | 36   | 14   | 3   | 38   | 9   |
| Dezember 2002  | 40   | 12   | 2   | 32   | 13  |
| November 2002  | 41   | 14   | 2   | 32   | 11  |
| Oktober 2002   | 40   | 18   | 1   | 27   | 12  |
| September 2002 | 38   | 17   | 1   | 29   | 14  |
| August 2002    | 41   | 17   | 3   | 24   | 14  |
| Juli 2002      | 41   | 18   | 2   | 26   | 12  |
| Juni 2002      | 42   | 17   | 2   | 25   | 12  |
| Wahl 1999      | 40,7 | 18,4 | 4,2 | 26,8 | 9,1 |